# Neosaproecius trituberculatus
Neosaproecius trituberculatus là một loài bọ cánh cứng trong họ Bọ hung (Scarabaeidae).